# Nebrioporus clarkii
Nebrioporus clarkii är en skalbaggsart som först beskrevs av Thomas Vernon Wollaston 1862.  Nebrioporus clarkii ingår i släktet Nebrioporus och familjen dykare. Inga underarter finns listade i Catalogue of Life.